# رهوة لمس

تعديل مصدري - تعديل

رهوة لمس هي إحدى قرى عزلة القارة بمديرية رصد التابعة لمحافظة أبين، بلغ تعداد سكانها 219 نسمة حسب تعداد اليمن لعام 2004.